# Hydrellia laticeps
Hydrellia laticeps är en tvåvingeart som först beskrevs av Christian Stenhammar 1844.  Hydrellia laticeps ingår i släktet Hydrellia och familjen vattenflugor. Arten är reproducerande i Sverige. Inga underarter finns listade i Catalogue of Life.